# Microsiphum millefolii
Microsiphum millefolii är en insektsart som beskrevs av Einar Wahlgren 1940. Microsiphum millefolii ingår i släktet Microsiphum och familjen långrörsbladlöss. Arten är reproducerande i Sverige. Inga underarter finns listade i Catalogue of Life.